# Torben Lund
Torben Lund (ur. 6 listopada 1950 w Vejle) – duński polityk i prawnik, w latach 1993–1994 minister zdrowia, parlamentarzysta krajowy, w latach 1999–2004 deputowany do Parlamentu Europejskiego.

## Życiorys
Ukończył w 1976 studia prawnicze na Uniwersytecie w Aarhus, praktykował jako radca prawny, a następnie adwokat. Był członkiem zarządu duńskiego banku centralnego (1994–1998). Zaangażował się w działalność partii socjaldemokratycznej, w 1986 został członkiem jej komitetu wykonawczego. Był radnym miejskim w Vejle (1978–1981), a następnie do 1998 deputowanym do Folketingetu. Od 1993 do 1994 sprawował urząd ministra zdrowia w pierwszym rządzie Poula Nyrupa Rasmussena.
W wyborach w 1999 uzyskał mandat posła do Parlamentu Europejskiego V kadencji. Należał do grupy socjalistycznej (od 2001 jako jej wiceprzewodniczący), pracował m.in. w Komisji Ochrony Środowiska, Zdrowia i Ochrony Konsumentów. W PE zasiadał do 2004.
W 2003 został redaktorem kanału telewizyjnego dk4, po odejściu z Europarlamentu objął stanowisko dyrektora tej stacji. W późniejszych latach opuścił socjaldemokratów, publicznie krytykował nową liderkę tego ugrupowania Helle Thorning-Schmidt.

## Życie prywatne
Jest gejem; jego partnerem życiowym został socjolog Claus Lautrup.